# HD 166393
HD 166393，又名BD-19 4886，SAO 161153、HR 6798，是一颗恒星，视星等为6.36，位于銀經10.79，銀緯-0.5，其B1900.0坐标为赤經18h 5m 19.2s，赤緯-19° -0.5′ 41″。